# Monika Kobędza
Monika Kobędza (ur. 17 lutego 1967) – polska lekkoatletka, specjalizująca się w skoku w dal i trójskoku, medalistka mistrzostw Polski.

## Kariera sportowa
Była zawodniczką Hutnika Kraków i od 1995 Unii Hrubieszów.
Na mistrzostwach Polski seniorek na otwartym stadionie zdobyła dwa brązowe medale: w skoku w dal w 1990 i w trójskoku w 1992. W halowych mistrzostwach Polski seniorek wywalczyła trzy medale: srebrny w skoku w dal w 1991, brązowy w skoku w dal w 1989 i brązowy w trójskoku w 1991. 
Rekord życiowy w skoku w dal: 6,32 (1.06.1991), w trójskoku: 12,88 (12.06.1991).